# Fangel
Fangel – miasto w Danii, w regionie Dania Południowa, w gminie Odense.